# Héctor Nogués
Héctor Nogués (Buenos Aires, Argentina; 1955-Ibidem; 29 de julio de 2018) fue un actor de cine, teatro y televisión argentino.

## Carrera
Iniciado en el teatro a fines de 1970, Nogués fue un actor reconocido en su país por papeles secundarios para la pantalla chica, generalmente, encarnaban papeles de villanos o de hombres recios. Tal fue así el caso de Padre Coraje, telenovela protagonizada por Facundo Arana, Nancy Dupláa y Carina Zampini, Increíblemante sola con Pachi Armas, Ivonne Fournery y Marta Gam, Kachorra protagonizada por Natalia Oreiro, Hombres de ley, Por el nombre de Dios con Mario Alarcón y Adrián Suar, entre otras.
En cine actuó en las películas Un oso rojo de Adrián Caetano con Julio Chávez y Soledad Villamil, y en Un mundo seguro de Eduardo Spagnuolo, con Carlos Belloso y Antonio Birabent.
En teatro integró el elenco estable del Teatro San Martín, trabajó en el Teatro Nacional Cervantes y participó del ciclo Teatro Abierto. Fue dirigido por Alejandra Boero, Hugo Urquijo, Francisco Javier, Sergio Renán, Luciano Suardi, Santiago Doria, Villanueva Cosse, Omar Pini, Pino Siano, Alfredo Zemma y Osvaldo Bonnet. Formó parte de numerosos espectáculos como Panorama desde el puente con Arturo Puig, El misántropo con Jorge Suárez, Horacio Roca y Beatriz Spelzini, El conventillo de la paloma con Claudio García Satur, Arturo Bonín y Rita Terranova; Lisandro con Manuel Callau y Norberto Díaz; Alma en pena con Onofre Lovero y Tres personajes en busca de un autor con Fito Yanelli y Marta Albertini, y  Doña Disparate y Bambuco con Mario Alarcón.
Falleció víctima de una larga dolencia el 29 de julio de 2018 a los 63 años de edad. Sus restos descansan en el Panteón de la Asociación Argentina de Actores del Cementerio de la Chacarita.

## Filmografía
- 2010: Un mundo seguro.
- 2002: Un oso rojo.

## Televisión[5]
- 2008: Tinta Argentina.
- 2006: Hermanos y detectives
- 2005-2006: Casados con hijos, ep. "El sexo sentido" y Hasta que la muerte nos separe.
- 2004: Padre Coraje.
- 2002: Kachorra.
- 2000: Campeones de la vida.
- 1999: Por el nombre de Dios.
- 1999: Vulnerables.
- 1997: Cebollitas
- 1995-1996: Poliladron
- 1993: ¡Grande, pa!.
- 1990: Di Maggio.
- 1989: La bonita página.
- 1987: Por siempre amigos.
- 1986/1987: Hombres de ley.
- 1985: Increíblemante sola

## Teatro
- El misterio de las brujas de Boedo
- Alma en pena
- El campo
- Varón V
- Tres personajes a la pesca de un autor
- El conventillo de la Paloma
- La sombra de Federico
- El gato y su selva
- Las horas inútiles
- Don Gil de las Calzas Verdes
- Santa Juana
- Égloga, farsa y misterio
- Doña Dispárate y Bambuco
- Un enemigo del pueblo
- La Dama Boba
- Lisandro
- Panorama desde el puente
- Brutta miseria
- Cachondos
- Suicidador
- El misántropo o el amante irascible
- Cachondos (Voz en Off)